# 문정복
문정복(文貞福, 1967년 1월 10일~)은 대한민국의 정치인이다. 제21·22대 국회의원이다. 문재인 정부에서 고위공무원인 대통령비서실 선임행정관을 지냈으며, 국회의원 백원우 보좌관, 더불어민주당 경기 시흥시 갑 지역위원장, 6대 및 7대 시흥시의회 의원을 역임하였다.
1967년 1월 10일, 경기도 화성시에서 출생하여 노진초등학교, 장안여자중학교, 삼괴고등학교를 졸업하였다. 결혼 후 출산과 함께 경기도 시흥시로 이주하였다. 고 제정구 국회의원의 1992년 국회의원선거 운동원으로 활동하며 정치와 인연을 맺었다. 고졸출신에도 불구하고, 백원우 국회의원의 발탁으로 2007년 국회 4급 보좌관에 임명되어 본격적으로 정치에 입문하였다. 선거운동원 활동 이후부터 2007년까지 특별한 정치활동은 없고 평범함 가정주부의 삶을 살았다.
국회 보좌관 재임 중이던 2008년 국회 국정감사에서 백원우 국회의원이 보건복지가족부 이봉화 차관의 쌀 직불금 불법수령을 폭로하도록 하였다.  결국, 이봉화 차관은 보건복지가족부 차관직을 자진 사퇴하였다. 그 해, 백원우 의원은 경제정의실천시민연합(경실련)이 선정한 2008년 우수 국정감사의원으로 선정되었다.
2010년과 2014년 시흥시의회 시의원에 연속으로 당선되었다. 2012년과 2017년 대통령선거 문재인 후보 중앙선거대책위원회에서 활동하였고, 문재인 후보의 여성 지지자 모임인 '여민포럼'의 사무총장을 맡았다. 2017년 문재인 정부 대통령비서실 선임행정관(고위공무원 2급)을 역임하였다. 은계보금자리택지지구 자족시설 특혜 분양 사건으로 불거진 문제를 더불어민주당 경기 시흥시 갑 지역위원장 재임 중 주도적으로 해결했다.
2020년 2월 성결대학교 사회복지학과 3부 야간대를 졸업하였고, 2020년 3월 이화여자대학교 정책과학대학원(석사과정) 재학중이다.

## 학력
- 1976년 노진국민학교 졸업
- 1979년 장안여자중학교 졸업
- 1982년 삼괴종합고등학교 졸업
- 2020년 성결대학교 사회복지학 학사
- 2020년~2023년 이화여자대학교 대학원 정책과학 석사

## 경력
- 1992년 3월: 제14대 국회의원 선거 민주당 제정구 경기 시흥시·군포시 국회의원 후보 선거운동원
- 2007년 7월~2009년 5월: 국회의원 백원우 보좌관
- 2009년 5월~2010년 6월: 희망세상지역아동센터 원장
- 2010년 6월 2일: 제5회 전국동시지방선거 당선(민선 5기, 경기 시흥시 가 선거구, 민주당, 초선)
- 2010년 7월~2014년 6월: 제6대 경기도 시흥시의회 의원(민선 5기, 경기 시흥시 가 선거구, 민주당→민주통합당→민주당→새정치민주연합, 초선)
  - 2010년 7월~2012년 6월: 제6대 경기도 시흥시의회 전반기 도시환경위원회 위원장
- 2012년 10월~2012년 12월: 제18대 대통령 선거 민주통합당 문재인 대통령 후보 중앙선거대책위원회 직능팀 팀장
- 2014년 3월~: 노무현재단 기획위원
- 2014년 6월 4일: 제6회 전국동시지방선거 당선(민선 6기, 경기 시흥시 가 선거구, 새정치민주연합, 재선)
- 2014년 7월~2017년 5월: 제7대 경기도 시흥시의회 의원(민선 6기, 경기 시흥시 가 선거구, 새정치민주연합→더불어민주당, 재선)
  - 2014년 7월~2016년 10월: 제7대 경기도 시흥시의회 전반기 도시환경위원회 위원장
- 2017년 4월~2017년 5월: 제19대 대통령 선거 더불어민주당 문재인 대통령 후보 중앙선거대책위원회 여성본부 2본부 공동본부장
- 2017년 9월~2018년 6월: 문재인 정부 대통령비서실 시민사회비서관실 선임행정관
- 2018년 7월~2019년 12월: 더불어민주당 경기도당 시흥시 갑 지역위원회 위원장
- 2020년 3월: 더불어민주당 중앙당 부대변인
- 2020년 4월 15일 대한민국 제21대 국회의원 선거 당선(경기 시흥시 갑, 더불어민주당, 초선)
- 2020년 5월~: 더불어민주당 경기도당 시흥시 갑 지역위원회 위원장
- 2020년 8월~2022년 8월: 더불어민주당 경기도당 여성위원장
- 2020년 9월~2021년 4월: 더불어민주당 원내부대표
- 2022년 9월~2022년 11월: 더불어민주당 대외협력위원장
- 2023년 1월~2025년 1월: 더불어민주당 종교특별위원회 위원장
- 2023년 10월~2024년 5월: 더불어민주당 원내부대표
- 2024년 4월 10일 대한민국 제22대 국회의원 선거 당선(경기 시흥시 갑, 더불어민주당, 재선)
- 2024년 7월~: 더불어민주당 정책위원회 교육 정책조정위원장
- 2024년 9월~: 더불어민주당 예산결산위원회 위원장
- 2025년 8월~: 더불어민주당 조직사무부총장

### 의정 활동
- 2020년 5월 30일~2024년 5월 29일: 제21대 국회의원(경기 시흥시 갑, 더불어민주당, 초선)
  - 2020년 6월~2022년 5월: 제21대 국회 전반기 국토교통위원회 위원
  - 2020년 7월~2024년 5월: 서민금융활성화 및 소상공인포럼 구성의원
  - 2020년 9월~2021년 4월: 제21대 국회 전반기 운영위원회 위원
  - 2021년 4월~2021년 4월: 제21대 국회 대법관(천대엽) 임명동의에 관한 인사청문특별위원회 위원
  - 2021년 7월~2022년 5월: 제21대 국회 전반기 예산결산특별위원회 위원
  - 2022년 7월~2022년 8월: 제21대 국회 중앙선거관리위원회 위원(남래진) 선출에 관한 인사청문특별위원회 위원
  - 2022년 7월~2024년 5월: 제21대 국회 후반기 교육위원회 위원
  - 2022년 8월~2024년 5월: 제21대 국회 정치개혁 특별위원회 위원
  - 2023년 6월~2024년 5월: 제21대 국회 후반기 여성가족위원회 위원
- 2024년 5월 30일~: 제22대 국회의원(경기 시흥시 갑, 더불어민주당, 재선)
  - 2024년 6월~: 제22대 국회 전반기 교육위원회 간사

## 논란

### 사기·횡령 혐의
2016년 10월 검찰이 문정복 시의원을 사기·횡령 혐의로 약식기소하였고 시흥시의회 자유한국당 의원들은 문정복을 윤리특별위위원회에 회부하여 제명을 요구하였다. 문정복은 "평의원으로 활동하며 법원에 정식 재판을 청구해 무죄를 입증할 것"이라며 시의회 상임위인 도시환경위원회 위원장을 사임했다. 2017년 5월 16일 자유한국당 장재철, 김찬심, 손옥순, 홍지영 의원과 민주당 김태경 의원으로 구성된 윤리특별위원회에서 장재철 의원의 주도 아래 찬성표 4표, 반대표 1표로 문정복 의원의 제명을 의결하자, 2017년 5월 17일 열린 본회의에서 5분 자유발언을 통해 의원직을 사퇴했다.
2017년 8월 9일 수원지법 안산지원 형사8단독 재판부에 의하여 무죄 선고되었다.

## 역대 선거 결과
|  | 23.92% |

|  | 27.93% |

|  | 51.72% |

|  | 60.81% |

## 소속 정당
| 소속 정당 | 소속 정당      | 소속 기간 | 비고      |
| --------- | -------------- | --------- | --------- |
|           | 민주당         | 1992~1995 | 정계 입문 |
|           | 통합민주당     | 1995~1996 | 합당      |
|           | 민주당         | 1996~1997 | 당명 변경 |
|           | 무소속         | 1997      | 탈당      |
|           | 새정치국민회의 | 1997~2000 | 입당      |
|           | 새천년민주당   | 2000~2003 | 합당      |
|           | 무소속         | 2003      | 탈당      |
|           | 열린우리당     | 2003~2007 | 창당      |
|           | 대통합민주신당 | 2007~2008 | 합당      |
|           | 통합민주당     | 2008      | 합당      |
|           | 민주당         | 2008~2011 | 당명 변경 |
|           | 민주통합당     | 2011~2013 | 합당      |
|           | 민주당         | 2013~2014 | 당명 변경 |
|           | 새정치민주연합 | 2014~2015 | 합당      |
|           | 더불어민주당   | 2015~2017 | 당명 변경 |
|           | 무소속         | 2017~2018 | 탈당      |
|           | 더불어민주당   | 2018~현재 | 복당      |

## 수상
- 더불어민주당 당대표 1급 포상

## 저서
- 시흥을 위한 시간ISBN 979-11-956246-2-1

## 같이 보기
- 시흥시 갑
- 시흥시의 국회의원